# Сиротине (село)
Сиро́тине  (с. Сиротино — 1778 р. с. Сиротине — 1950 р.) — село в Україні, у Троїцькій селищній громаді Сватівського району Луганської області. Населення становить 568 осіб. Орган місцевого самоврядування — Демино-Олександрівська сільська рада.

## Населення

### Мова
Розподіл населення за рідною мовою за даними перепису 2001 року:
| Мова       | Кількість | Відсоток |
| ---------- | --------- | -------- |
| російська  | 543       | 95.60%   |
| українська | 24        | 4.23%    |
| румунська  | 1         | 0.17%    |
| Усього     | 568       | 100%     |

## Географія
Відстань до райцентру становить близько 19 км і проходить автошляхом Т 1312. Неподалік від села розташований пункт пропуску на кордоні з Росією Сиротине—Клименки.
Селом протікає річка Демине.

## Інше
У 1863 році селі працював художник Ілля Рєпін  (рос.). Його запросили для розпису іконостасу церкви Введення Богородиці до храму.